# Temporada 1989-90 de los Seattle SuperSonics
La temporada 1989-90 fue la vigesimotercera de los Seattle SuperSonics en la NBA. La temporada regular acabó con 41 victorias y 41 derrotas, ocupando el noveno puesto de la conferencia Oeste, no logrando clasificarse para los playoffs.

## Elecciones en elDraft
| Ronda | Puesto | Jugador     | Posición  | Nacionalidad   | Universidad/Club  |
| ----- | ------ | ----------- | --------- | -------------- | ----------------- |
| 1     | 16     | Dana Barros | Base      | Estados Unidos | Boston College    |
| 1     | 17     | Shawn Kemp  | Ala-Pívot | Estados Unidos | Trinity Valley CC |

## Temporada regular
| División Pacífico        | División Pacífico | División Pacífico | División Pacífico | División Pacífico | División Pacífico | División Pacífico | División Pacífico | División Pacífico |
| Equipo                   | G                 | P                 | %                 | PD                | Casa              | Fuera             | Div               |                   |
| ------------------------ | ----------------- | ----------------- | ----------------- | ----------------- | ----------------- | ----------------- | ----------------- | ----------------- |
| y-Los Angeles Lakers     | 63                | 19                | .768              | –                 | 37–4              | 26–15             | 22–6              |                   |
| x-Portland Trail Blazers | 59                | 23                | .720              | 4                 | 35–6              | 24–17             | 20–8              |                   |
| x-Phoenix Suns           | 54                | 28                | .659              | 9                 | 32–9              | 22–19             | 20–8              |                   |
| Seattle SuperSonics      | 41                | 41                | .500              | 22                | 30–11             | 11–30             | 11–17             |                   |
| Golden State Warriors    | 37                | 45                | .451              | 26                | 27–14             | 10–31             | 11–17             |                   |
| Los Angeles Clippers     | 30                | 52                | .366              | 33                | 20–21             | 10–31             | 7–21              |                   |
| Sacramento Kings         | 23                | 59                | .280              | 40                | 16–25             | 7–34              | 7–21              |                   |

## Estadísticas
| Rk | Jugador         | Edad | P  | PT | MP   | TC  | TCI  | %TC  | T3  | T3I | %T3  | TL  | TLI | %TL  | RO  | RD  | RT   | AS  | RB  | TAP | BP  | FP  | PTS  |
| -- | --------------- | ---- | -- | -- | ---- | --- | ---- | ---- | --- | --- | ---- | --- | --- | ---- | --- | --- | ---- | --- | --- | --- | --- | --- | ---- |
| 1  | Dale Ellis      | 29   | 55 | 49 | 37.0 | 9.1 | 18.4 | .497 | 1.7 | 4.7 | .375 | 3.5 | 4.3 | .818 | 1.6 | 2.7 | 4.3  | 2.0 | 1.1 | 0.1 | 2.2 | 2.3 | 23.5 |
| 2  | Xavier McDaniel | 26   | 69 | 67 | 35.2 | 8.9 | 17.9 | .496 | 0.1 | 0.2 | .294 | 3.5 | 4.8 | .733 | 2.4 | 4.1 | 6.5  | 2.5 | 1.1 | 0.5 | 2.7 | 3.3 | 21.3 |
| 3  | Derrick McKey   | 23   | 80 | 80 | 34.4 | 5.9 | 11.9 | .493 | 0.0 | 0.3 | .130 | 3.9 | 5.0 | .782 | 2.1 | 4.0 | 6.1  | 2.3 | 1.1 | 1.0 | 2.4 | 3.1 | 15.7 |
| 4  | Michael Cage    | 28   | 82 | 82 | 31.6 | 4.0 | 7.9  | .504 | 0.0 | 0.0 |      | 1.8 | 2.6 | .698 | 3.7 | 6.3 | 10.0 | 0.9 | 1.0 | 0.5 | 1.1 | 2.8 | 9.7  |
| 5  | Nate McMillan   | 25   | 82 | 69 | 28.5 | 2.5 | 5.3  | .473 | 0.1 | 0.4 | .355 | 1.2 | 1.9 | .641 | 1.5 | 3.4 | 4.9  | 7.3 | 1.7 | 0.5 | 2.3 | 3.5 | 6.4  |
| 6  | Sedale Threatt  | 28   | 65 | 18 | 22.8 | 4.7 | 9.2  | .506 | 0.1 | 0.5 | .250 | 2.0 | 2.4 | .828 | 0.7 | 1.1 | 1.8  | 3.3 | 1.0 | 0.1 | 1.2 | 2.5 | 11.4 |
| 7  | Dana Barros     | 22   | 81 | 25 | 20.1 | 3.7 | 9.1  | .405 | 1.2 | 2.9 | .399 | 1.1 | 1.4 | .809 | 0.4 | 1.2 | 1.6  | 2.5 | 0.7 | 0.0 | 1.5 | 1.2 | 9.7  |
| 8  | Quintin Dailey  | 29   | 30 | 2  | 16.4 | 3.2 | 8.0  | .404 | 0.0 | 0.2 | .200 | 1.7 | 2.2 | .788 | 0.6 | 1.1 | 1.7  | 1.1 | 0.4 | 0.0 | 1.1 | 2.1 | 8.2  |
| 9  | Shawn Kemp      | 20   | 81 | 1  | 13.8 | 2.5 | 5.2  | .479 | 0.0 | 0.1 | .167 | 1.4 | 2.0 | .736 | 1.8 | 2.5 | 4.3  | 0.3 | 0.6 | 0.9 | 1.3 | 2.5 | 6.5  |
| 10 | Olden Polynice  | 25   | 79 | 7  | 13.7 | 2.0 | 3.7  | .540 | 0.0 | 0.0 | .500 | 0.6 | 1.3 | .475 | 1.6 | 2.2 | 3.8  | 0.2 | 0.3 | 0.3 | 0.4 | 2.4 | 4.6  |
| 11 | Brad Sellers    | 27   | 45 | 0  | 13.0 | 1.9 | 4.4  | .424 | 0.0 | 0.1 | .000 | 1.1 | 1.4 | .803 | 0.7 | 0.9 | 1.6  | 0.7 | 0.2 | 0.4 | 0.8 | 1.4 | 4.8  |
| 12 | Steve Johnson   | 32   | 21 | 0  | 11.5 | 2.3 | 4.3  | .533 | 0.0 | 0.0 |      | 1.0 | 1.7 | .600 | 0.9 | 1.5 | 2.4  | 0.8 | 0.1 | 0.2 | 1.2 | 2.5 | 5.6  |
| 13 | Avery Johnson   | 24   | 53 | 10 | 10.8 | 1.0 | 2.7  | .387 | 0.0 | 0.1 | .250 | 0.5 | 0.8 | .725 | 0.4 | 0.4 | 0.8  | 3.1 | 0.5 | 0.0 | 0.9 | 1.0 | 2.6  |
| 14 | Jim Farmer      | 25   | 38 | 0  | 10.5 | 2.3 | 5.3  | .438 | 0.2 | 0.7 | .296 | 1.5 | 2.1 | .713 | 0.4 | 0.7 | 1.1  | 0.7 | 0.4 | 0.0 | 0.7 | 1.2 | 6.4  |
| 15 | Scott Meents    | 26   | 26 | 0  | 5.7  | 0.7 | 1.7  | .432 | 0.0 | 0.0 |      | 0.7 | 0.9 | .739 | 0.3 | 0.9 | 1.2  | 0.3 | 0.2 | 0.1 | 0.3 | 0.5 | 2.1  |